# 趙堡太極拳
明末萬曆二十三年(1596年)，蔣發向山西王林楨（王宗岳）學藝，功成之後在河南温县趙堡鎮擇人而授，是為趙堡太極拳第一代宗師。自此之後，太極拳便在趙堡鎮世代流傳。。

## 宗師
根據清雍正年間王柏青《太極秘術》及1935年杜元化《太極拳正宗》所述：
- 第一代 蔣發
- 第二代 邢喜槐(懷)
- 第三代 張楚臣
- 第四代 陳敬柏，王柏青
- 第五代 張宗禹
- 第六代 張彥
- 第七代 陳清平
- 第八代 和兆元、李景延、牛發虎、任長春、李作智、張敬芝

## 拳不出村
從歷史上看，趙堡太極拳素有“拳不出村”之說。然其歷代不乏傳人，從學者亦眾，但流傳不廣，為世人所知不多。至民國時期，趙堡太極拳傳人始于西安等地向外傳播，逐漸走向全國，並跨出海外，傳播到全世界。

## 歷代不乏傳人
- 杜元化（杜育萬）《太極拳正宗》，「……陳敬柏。人品端正。凡事可靠。所以將此術全盤授之。其後陳欲擴張此術。收門徒至八百餘。能得其一技之長者十六人。能得其大概者八人。能統其道者惟張宗禹一人。其後傳給其孫張彥。又傳給陳清平。清平傳給其子景陽。及本鎮其少師張應昌、和兆元、牛發虎、李景顏、李作智、任長春、張敬芝。歷代傳人很多。不能備載。以上所錄諸老夫子。皆有事蹟可考。另註有冊。……」[2]。

## 特點
1. 動作圓活。趙堡太極拳式式走立圓（立體圓），先以手領身，後以丹田帶動全身，要求身圈、手圈、腿圈三圈相合，周身上下一動皆動，身手足上下相隨，處處步隨身轉，體現出拳論上「一動無有不動」的特色。形體的「背絲扣」特點與其他太極拳以平圓為主有明顯的不同。正如古人所說：「差之毫釐謬以千里」。

1. 步伐輕靈。趙堡太極拳的步伐輕柔靈活，沒有“呆滯”之相，符合拳論“舉步輕靈神內斂”的要求。
2. 動分陰陽。趙堡太極拳在鍛煉時要求每一個動作要分出虛實，在身體身體上充分表達和體現出太極拳的“陰陽”特色。
3. 柔蓄剛發。趙堡太極拳的鍛練過程中力求全身松柔，打通周身關節血脈，而後以柔促剛，剛柔並濟，「外柔內剛，捲之則柔，發之成剛，柔為長勁，剛為瞬間」。
4. 蓄轉丹田。趙堡太極拳的外形動作與丹田的轉動方向一致。在練習過程中由表及裏，由外帶內，帶動丹田轉動，久而久之功夫自然上身。

## 各地傳人
趙堡太極拳現今流傳有四大支，分別是和兆元的代理架、李作智的騰挪架、張敬芝的領落架及李景延的忽雷架，其中又以和氏系為大宗。
- 中國

- 侯春秀、郑悟清、郑锡爵（一侯两郑）
- 侯尔良
- 刘瑞
- 宋蕴华
- 侯战国、侯转运、李隨成，劉瑞，閻存文，牛西京，鄭琛，和保國；陳國芳，山新樓，余穗，黎朝安，李小春；
- 吳忍堂,
- 王海洲、侯鑫、李灃（青岛）、艾光明、吴江、张昱东、石善冲、陈国强、刘松普、权六一、付兵、赵斌
- 和定乾 和有祿

- 香港

- 趙軍
- 紀昌秀
- 關榮光

- 臺灣

- 杜毓澤
- 王晉讓

- 美國

- 彭文